# Situs inversus
Situs inversus, situs transversus или situs oppositus представља промену положаја телесних органа, инверзија као лик у огледалу. Може се радити о тоталној или парцијалној инверзији.
Тачан узрок настанка овог поремећаја није познат. Сматра се да се ради о спорадичној мутацији гена и веома ретко situs inversus може бити наследно стање.

## Клиничка слика
Органи у грудној и трбушној дупљи налазе на страни супротној од уобичајене: срце је са десне стране (декстрокардија), плућно крило са три лобуса је са леве уместо са десне стране, јетра је са леве, слезина са десне стране, а и танко и дебело црево имају обрнут положај. Када сви органи промене место, веза и комуникација између њих није поремећена и све функционише без тегоба. Ипак 3-5% људи са овим поремећајем може да има неку срчану ману, а око 25% примарну цилијарну дискинезију (Картагенеров синдром) где се уз situs inversus јављају и хронични синузитиси, повећана мукозна секреција у плућима и честе респираторне инфекције.

## Дијагноза
Дијагноза се поставља помоћу клиничког прегледа, рендгенографије, ултразвука, компјутеризоване томографије, нуклеарне магнетне резонанце и сл. Веома је битно правовремено откривање овог поремећаја, јер у супротном може бити отежано препознавање других обољења и њихово хируршко лечење.

## Лечење
Уколико нема симптома и знакова болести, онда нема потребе за лечењем. Уколико постоје срчане мане, оне се третирају исто као када се срце налази на левој страни.